# Rechts voor de raap
Rechts voor de Raap is het boek van senator Jean-Marie Dedecker, uitgegeven in 2006 door Uitgeverij Van Halewyck, waarin hij vanuit een naar eigen zeggen niet links, niet rechts, maar "averechtse" houding een antwoord probeert te formuleren op de uitdagingen in de hedendaagse politiek. In zijn bekende, provocerende stijl hekelt hij de dogma's van het onder druk van de islam opgedrongen multiculturalisme zoals de rituele slachtingen, de hoofddoeken, de gedwongen huwelijken met maagdelijke 'importbruiden' en het migrantenstemrecht. Tevens verzet hij zich tegen het 'gezondheidsfascisme' en de 'betuttelingsmanie' van een groen-linkse elite, de 'baxtereconomie van slaapland Wallonië' en het misbruik van onze sociale zekerheid als hangmat i.p.v. vangnet.
Met al meer dan 35.000 verkochte exemplaren in 2007 werd het boek een politieke bestseller. Op de voorstelling van het boek waren politici van Vlaams Belang en VLOTT aanwezig tegen slechts één VLD-er tot ergernis van Dedecker. 